# Liste der Streifenfarn-Gesellschaften der Felsspalten und Mauerfugen in Deutschland
Die Liste der Schutt-, Felsspalten- und Mauerfugengesellschaften in Deutschland wurde der Roten Liste gefährdeter Pflanzengesellschaften Deutschlands (Rennwald 2000) entnommen, die alle in Deutschland vorkommenden Pflanzengesellschaften enthält.
Es wurde dabei nur die Pflanzenformation II = Schutt-, Felsspalten- und Mauerfugengesellschaften berücksichtigt.
Diese Formation hat zwei Klassen:
- Streifenfarn-Gesellschaften der Felsspalten und Mauerfugen – Asplenietea trichomanis (Br.-Bl. in Meier et Br.-Bl. 1934) Oberdorfer 1977
- Täschelkraut-Steinschuttgesellschaften - Thlaspietea rotundifolii Br.-Bl. 1948

Die Liste wurde in diese Klassen unterteilt.
Zu jeder Pflanzengesellschaft ist ein Bild, ihre Ordnung, ihr Verband, ihr synsystematischer Rang, ihr deutscher Name, ihr wissenschaftlicher Name und ihr Gefährdungsgrad (Spalte: G) in jeweils einer Spalte angegeben.
Rang:
- FOR = Formation
- KLA = Klasse
- ORD = Ordnung
- VRB = Verband
- ASS = Assoziation

Gefährdungsgrad:
- 0 = Ausgestorben oder verschollen
- 1 = Vom Aussterben bedroht
- 2 = Stark gefährdet
- 3 = Gefährdet
- G = Gefährdung anzunehmen
- R = Extrem selten
- V = Zurückgehend, Art der Vorwarnliste
- * = derzeit nicht gefährdet
- D = Daten zu Verbreitung und Gefährdung ungenügend[3]

Die Pflanzengesellschaften in dieser Liste sollten nur auf Artikel über die gesamte jeweilige Pflanzengesellschaft verlinkt werden, nicht auf einzelne Vertreter der Pflanzengesellschaft.

## Streifenfarn-Gesellschaften der Felsspalten und Mauerfugen
| Bild | Ordnung                                         | Verband                                         | Rang | Deutscher Name                                  | wissenschaftlicher Name                                                       | G |
| ---- | ----------------------------------------------- | ----------------------------------------------- | ---- | ----------------------------------------------- | ----------------------------------------------------------------------------- | - |
|      | Kalkgebundene Stengelfingerkraut-Gesellschaften |                                                 | ORD  | Kalkgebundene Stengelfingerkraut-Gesellschaften | Potentilletalia caulescentis Br.-Bl. in Br.-Bl. et Jenny 1926                 |   |
|      | Kalkgebundene Stengelfingerkraut-Gesellschaften | Stengelfingerkraut-Gesellschaften der Kalkfugen | VRB  | Stengelfingerkraut-Gesellschaften der Kalkfugen | Potentillion caulescentis Br.-Bl. in Br.-Bl. et Jenny 1926                    |   |
|      | Kalkgebundene Stengelfingerkraut-Gesellschaften | Stengelfingerkraut-Gesellschaften der Kalkfugen | ASS  | Gesellschaft des Schweizer Mannsschildes        | Androsacetum helveticae Lüdi ex Br.-Bl. in Br.-Bl. et Jenny 1926              | R |
|      | Kalkgebundene Stengelfingerkraut-Gesellschaften | Stengelfingerkraut-Gesellschaften der Kalkfugen | ASS  | Stengelfingerkraut-Gesellschaft                 | Hieracio humilis-Potentilletum caulescentis Br.-Bl. in Meier et Br.-Bl. 1934  | * |
|      | Kalkgebundene Stengelfingerkraut-Gesellschaften | Stengelfingerkraut-Gesellschaften der Kalkfugen | ASS  | Gesellschaft des Niedrigen Habichtskrautes      | Drabo-Hieracietum humilis Oberd. (1970) 1977                                  | 3 |
|      | Kalkgebundene Stengelfingerkraut-Gesellschaften | Stengelfingerkraut-Gesellschaften der Kalkfugen | ASS  | Mauerrauten-Gesellschaft                        | Asplenium trichomanes-Asplenium ruta-muraria-Gesellschaft                     | V |
|      | Kalkgebundene Stengelfingerkraut-Gesellschaften | Blasenfarn-Gesellschaften                       | VRB  | Blasenfarn-Gesellschaften                       | Cystopteridion fragilis J.L. Richard 1972                                     |   |
|      | Kalkgebundene Stengelfingerkraut-Gesellschaften | Blasenfarn-Gesellschaften                       | ASS  | Gesellschaft des Zerbrechlichen Blasenfarns     | Cystopteridetum fragilis Oberd. 1938                                          | * |
|      | Kalkgebundene Stengelfingerkraut-Gesellschaften | Blasenfarn-Gesellschaften                       | ASS  | Gesellschaft des Alpen-Blasenfarns              | Heliospermo-Cystopteridetum alpinae J.L. Richard 1972 corr. Pott 1992         | V |
|      | Kalkgebundene Stengelfingerkraut-Gesellschaften | Blasenfarn-Gesellschaften                       | ASS  | Gesellschaft der Kurzährigen Segge              | Asplenio-Caricetum brachystachyos Richard 1972                                | D |
|      | Kalkgebundene Stengelfingerkraut-Gesellschaften | Blasenfarn-Gesellschaften                       | ASS  | Ostalpenfingerkraut-Gesellschaft                | Drabo stellatae-Potentilletum clusianae Hörandl et Greimler in Mucina 1993    | - |
|      | Kalkgebundene Stengelfingerkraut-Gesellschaften | Blasenfarn-Gesellschaften                       | ASS  | Gesellschaft des Runzelsporigen Blasenfarns     | Cystopteridetum dickieanae Dierßen 1992                                       | - |
|      | Streifenfarn-Gesellschaften auf Silikatgestein  |                                                 | ORD  | Streifenfarn-Gesellschaften auf Silikatgestein  | Androsacetalia vandellii Br.-Bl. in Meier et Br.-Bl. 1934                     |   |
|      | Streifenfarn-Gesellschaften auf Silikatgestein  | Gesellschaften des Nordischen Streifenfarns     | VRB  | Gesellschaften des Nordischen Streifenfarns     | Asplenion septentrionalis Focquet 1982                                        |   |
|      | Streifenfarn-Gesellschaften auf Silikatgestein  | Gesellschaften des Nordischen Streifenfarns     | ASS  | Gesellschaft des Nordischen Streifenfarns       | Sileno rupestris-Asplenietum septentrionalis Malcuit ex Oberd. 1934           | V |
|      | Streifenfarn-Gesellschaften auf Silikatgestein  | Gesellschaften des Nordischen Streifenfarns     | ASS  | Gesellschaft des Schwarzstieligen Streifenfarns | Asplenietum septentrionali-adianti-nigri Oberd. 1938                          | V |
|      | Streifenfarn-Gesellschaften auf Silikatgestein  | Gesellschaften des Nordischen Streifenfarns     | ASS  | Serpentinstreifenfarn-Gesellschaft              | Asplenietum serpentini Gauckler 1954                                          | 2 |
|      | Streifenfarn-Gesellschaften auf Silikatgestein  | Gesellschaften des Nordischen Streifenfarns     | ASS  | Rollfarn-Gesellschaft                           | Cryptogramma crispa-Gesellschaft                                              | 3 |
|      | Streifenfarn-Gesellschaften auf Silikatgestein  | Atlantische Streifenfarn-Gesellschaften         | VRB  | Atlantische Streifenfarn-Gesellschaften         | Asarinion procumbentis Br.-Bl. in Meier et Br.-Bl. 1934                       |   |
|      | Streifenfarn-Gesellschaften auf Silikatgestein  | Atlantische Streifenfarn-Gesellschaften         | ASS  | Gesellschaft des Eiblättrigen Streifenfarns     | Crocynio-Asplenietum billotii G. Schulze et Korneck 1971                      | - |
|      | Streifenfarn-Gesellschaften auf Silikatgestein  | Silikatfugen-Gesellschaften                     | VRB  | Silikatfugen-Gesellschaften                     | Androsacion vandellii Br.-Bl. in Br.-Bl. et Jenny 1926                        |   |
|      | Streifenfarn-Gesellschaften auf Silikatgestein  | Silikatfugen-Gesellschaften                     | ASS  | Pelzprimel-Gesellschaft                         | Asplenio-Primuletum hirsutae Br.-Bl. in Meier et Br.-Bl. 1934                 | - |
|      | Mauerglaskraut-Gesellschaften                   |                                                 | ORD  | Mauerglaskraut-Gesellschaften                   | Parietarietalia judaicae Rivas-Martínez ex Br.-Bl. 1963 corr. Oberdorfer 1977 |   |
|      | Mauerglaskraut-Gesellschaften                   | Mauerrauten-Zimbelkraut-Gesellschaften          | VRB  | Mauerrauten-Zimbelkraut-Gesellschaften          | Cymbalario-Asplenion Segal 1969                                               |   |
|      | Mauerglaskraut-Gesellschaften                   | Mauerrauten-Zimbelkraut-Gesellschaften          | ASS  | Mauerglaskraut-Gesellschaft                     | Parietaria judaica-Gesellschaft                                               | V |
|      | Mauerglaskraut-Gesellschaften                   | Mauerrauten-Zimbelkraut-Gesellschaften          | ASS  | Zimbelkraut-Gesellschaft                        | Cymbalaria muralis-Gesellschaft                                               | * |
|      | Mauerglaskraut-Gesellschaften                   | Mauerrauten-Zimbelkraut-Gesellschaften          | ASS  | Gesellschaft des Gelben Lerchensporns           | Pseudofumaria lutea-Gesellschaft                                              | * |

## Täschelkraut-Steinschuttgesellschaften
| Bild | Ordnung                                         | Verband                                                     | Rang | Deutscher Name                                              | wissenschaftlicher Name                                                      | G |
| ---- | ----------------------------------------------- | ----------------------------------------------------------- | ---- | ----------------------------------------------------------- | ---------------------------------------------------------------------------- | - |
|      | Alpenmannsschild-Silikatschuttgesellschaften    |                                                             | ORD  | Alpenmannsschild-Silikatschuttgesellschaften                | Androsacetalia alpinae Br.-Bl. in Br.-Bl. et Jenny 1926                      |   |
|      | Alpenmannsschild-Silikatschuttgesellschaften    | Alpin-nivale Alpenmannsschild-Silikatschuttgesellschaften   | VRB  | Alpin-nivale Alpenmannsschild-Silikatschuttgesellschaften   | Androsacion alpinae Br.-Bl. in Br.-Bl. et Jenny 1926                         |   |
|      | Alpenmannsschild-Silikatschuttgesellschaften    | Alpin-nivale Alpenmannsschild-Silikatschuttgesellschaften   | ASS  | Alpensäuerlings-Alpenmannsschild-Gesellschaft               | Sieversio-Oxyrietum Friedel 1956                                             | R |
|      | Felsenblümchen-Kalkschieferschuttgesellschaften |                                                             | ORD  | Felsenblümchen-Kalkschieferschuttgesellschaften             | Drabetalia hoppeanae Zollitsch 1966                                          |   |
|      | Felsenblümchen-Kalkschieferschuttgesellschaften | Felsenblümchen-Kalkschieferschuttgesellschaften             | VRB  | Felsenblümchen-Kalkschieferschuttgesellschaften             | Drabion hoppeanae Zollitsch 1966                                             |   |
|      | Felsenblümchen-Kalkschieferschuttgesellschaften | Felsenblümchen-Kalkschieferschuttgesellschaften             | ASS  | Gesellschaft mit Hoppes Felsenblümchen                      | Drabetum hoppeanae Friedel 1956                                              | - |
|      | Felsenblümchen-Kalkschieferschuttgesellschaften | Felsenblümchen-Kalkschieferschuttgesellschaften             | ASS  | Gesellschaft des Zweiblütigen Steinbrechs                   | Saxifragetum biflorae Zollitsch 1966                                         | - |
|      | Felsenblümchen-Kalkschieferschuttgesellschaften | Felsenblümchen-Kalkschieferschuttgesellschaften             | ASS  | Alpenbruchkraut-Gesellschaft                                | Herniarietum alpinae Zollitsch 1968                                          | - |
|      | Felsenblümchen-Kalkschieferschuttgesellschaften | Felsenblümchen-Kalkschieferschuttgesellschaften             | ASS  | Steinbrech-Gesellschaft mit Mont-Cenis-Glockenblume         | Campanulo ceniseae-Saxifragetum oppositifoliae Oberd. ex Zollitsch 1968      | - |
|      | Täschelkraut-Gesellschaften des Kalkschuttes    |                                                             | ORD  | Täschelkraut-Gesellschaften des Kalkschuttes                | Thlaspietalia rotundifolii Br.-Bl. in Br.-Bl. et Jenny 1926                  |   |
|      | Täschelkraut-Gesellschaften des Kalkschuttes    | Subalpine und alpine Täschelkraut-Steinschuttgesellschaften | VRB  | Subalpine und alpine Täschelkraut-Steinschuttgesellschaften | Thlaspion rotundifolii Jenny-Lips 1930                                       |   |
|      | Täschelkraut-Gesellschaften des Kalkschuttes    | Subalpine und alpine Täschelkraut-Steinschuttgesellschaften | ASS  | Gesellschaft des Rundblättrigen Täschelkrautes              | Thlaspietum rotundifolii Jenny-Lips 1930                                     | * |
|      | Täschelkraut-Gesellschaften des Kalkschuttes    | Subalpine und alpine Täschelkraut-Steinschuttgesellschaften | ASS  | Triglavpippau-Schuttgesellschaft                            | Crepidetum terglouensis Seibert 1977                                         | R |
|      | Täschelkraut-Gesellschaften des Kalkschuttes    | Subalpine und alpine Täschelkraut-Steinschuttgesellschaften | ASS  | Berglöwenzahn-Gesellschaft                                  | Leontodontetum montani Jenny-Lips 1930                                       | R |
|      | Täschelkraut-Gesellschaften des Kalkschuttes    | Schneepestwurz-Feinschuttgesellschaften                     | VRB  | Schneepestwurz-Feinschuttgesellschaften                     | Petasition paradoxi Zollitsch ex Lippert 1966                                |   |
|      | Täschelkraut-Gesellschaften des Kalkschuttes    | Schneepestwurz-Feinschuttgesellschaften                     | ASS  | Nabelmieren-Ruprechtsfarn-Gesellschaft                      | Moehringio-Gymnocarpietum robertiani (Jenny-Lips 1930) Lippert 1966          | * |
|      | Täschelkraut-Gesellschaften des Kalkschuttes    | Schneepestwurz-Feinschuttgesellschaften                     | ASS  | Schneepestwurz-Gesellschaft                                 | Petasitetum paradoxi Beger 1922                                              | * |
|      | Täschelkraut-Gesellschaften des Kalkschuttes    | Schneepestwurz-Feinschuttgesellschaften                     | ASS  | Gesellschaft des Zweizeiligen Goldhafers                    | Athamanto-Trisetetum distichophylli (Jenny-Lips 1930) Lippert 1966           | * |
|      | Täschelkraut-Gesellschaften des Kalkschuttes    | Schneepestwurz-Feinschuttgesellschaften                     | ASS  | Gesellschaft des Starren Wurmfarns                          | Dryopteridetum villarii Jenny-Lips 1930                                      | * |
|      | Täschelkraut-Gesellschaften des Kalkschuttes    | Schneepestwurz-Feinschuttgesellschaften                     | ASS  | Wundklee-Rauhlöwenzahn-Gesellschaft                         | Anthyllido-Leontodentetum hyoseroidis Zoller 1951                            | * |
|      | Täschelkraut-Gesellschaften des Kalkschuttes    | Schneepestwurz-Feinschuttgesellschaften                     | ASS  | Bergblasenfarn-Gesellschaft                                 | Cystopteridetum montanae Richard 1972                                        | * |
|      | Täschelkraut-Gesellschaften des Kalkschuttes    | Schneepestwurz-Feinschuttgesellschaften                     | ASS  | Lanzenschildfarn-Gesellschaft                               | Polystichum lonchitis-Gesellschaft                                           | * |
|      | Täschelkraut-Gesellschaften des Kalkschuttes    | Schneepestwurz-Feinschuttgesellschaften                     | ASS  | Gesellschaft des Kahlen Alpendosts                          | Adenostyles glabra-Gesellschaft                                              | * |
|      | Täschelkraut-Gesellschaften des Kalkschuttes    | Schneepestwurz-Feinschuttgesellschaften                     | ASS  | Gesellschaft der Weißen Pestwurz                            | Petasites albus-Gesellschaft                                                 | * |
|      | Kiesweidenröschen-Gesellschaften                |                                                             | ORD  | Kiesweidenröschen-Gesellschaften                            | Epilobietalia fleischeri Moor 1958                                           |   |
|      | Kiesweidenröschen-Gesellschaften                | Kiesweidenröschen-Gesellschaften                            | VRB  | Kiesweidenröschen-Gesellschaften                            | Salicion incanae Aichinger 1933                                              |   |
|      | Kiesweidenröschen-Gesellschaften                | Kiesweidenröschen-Gesellschaften                            | ASS  | Alpenknorpellattich-Gesellschaft                            | Myricario-Chondrilletum chondrilloidis Br.-Bl. in Volk 1940                  | 1 |
|      | Kiesweidenröschen-Gesellschaften                | Kiesweidenröschen-Gesellschaften                            | ASS  | Uferreitgras-Pionierrasen                                   | Calamagrostietum pseudophragmitis Kopecký 1968                               | 2 |
|      | Kiesweidenröschen-Gesellschaften                | Kiesweidenröschen-Gesellschaften                            | ASS  | Hundsbraunwurz-Gesellschaft                                 | Epilobio-Scrophularietum caninae Br.-Bl. et Koch ex Th. Müller 1974          | * |
|      | Kiesweidenröschen-Gesellschaften                | Kiesweidenröschen-Gesellschaften                            | ASS  | Kiesweidenröschen-Gesellschaft                              | Epilobietum fleischeri Frey 1922                                             | - |
|      | Wärmeliebende Rauhgras-Kalkschuttgesellschaften |                                                             | ORD  | Wärmeliebende Rauhgras-Kalkschuttgesellschaften             | Galio-Parietarietalia officinalis Boscaiu et al. 1966                        |   |
|      | Wärmeliebende Rauhgras-Kalkschuttgesellschaften | Wärmeliebende Rauhgras-Kalkschuttgesellschaften             | VRB  | Wärmeliebende Rauhgras-Kalkschuttgesellschaften             | Stipion calamagrostis Jenny-Lips ex Br.-Bl. et al. 1952                      |   |
|      | Wärmeliebende Rauhgras-Kalkschuttgesellschaften | Wärmeliebende Rauhgras-Kalkschuttgesellschaften             | ASS  | Rauhgras-Gesellschaft                                       | Stipetum calamagrostis Br.-Bl. 1918                                          | * |
|      | Wärmeliebende Rauhgras-Kalkschuttgesellschaften | Wärmeliebende Rauhgras-Kalkschuttgesellschaften             | ASS  | Ruprechtsfarn-Gesellschaft                                  | Gymnocarpietum robertiani Kuhn 1937                                          | * |
|      | Wärmeliebende Rauhgras-Kalkschuttgesellschaften | Wärmeliebende Rauhgras-Kalkschuttgesellschaften             | ASS  | Schildampfer-Gesellschaft                                   | Rumicetum scutati Faber 1936                                                 | * |
|      | Wärmeliebende Rauhgras-Kalkschuttgesellschaften | Wärmeliebende Rauhgras-Kalkschuttgesellschaften             | ASS  | Gesellschaft des Schmalblättrigen Hohlzahns                 | Galeopsietum angustifoliae (Büker 1942) Bornkamm 1960                        | * |
|      | Wärmeliebende Rauhgras-Kalkschuttgesellschaften | Wärmeliebende Rauhgras-Kalkschuttgesellschaften             | ASS  | Schwalbenwurz-Gesellschaft                                  | Vincetoxicum hirundinaria-Gesellschaft                                       | * |
|      | Gelbhohlzahn-Silikatschuttgesellschaften        |                                                             | ORD  | Gelbhohlzahn-Silikatschuttgesellschaften                    | Galeopsietalia segetum Oberd. et Seibert in Oberd. 1977                      |   |
|      | Gelbhohlzahn-Silikatschuttgesellschaften        | Gelbhohlzahn-Silikatschuttgesellschaften                    | VRB  | Gelbhohlzahn-Silikatschuttgesellschaften                    | Galeopsion segetum Oberd. 1957                                               |   |
|      | Gelbhohlzahn-Silikatschuttgesellschaften        | Gelbhohlzahn-Silikatschuttgesellschaften                    | ASS  | Gelbhohlzahn-Gesellschaft                                   | Epilobio lanceolati-Galeopsietum segetum Büker 1942                          | * |
|      | Gelbhohlzahn-Silikatschuttgesellschaften        | Gelbhohlzahn-Silikatschuttgesellschaften                    | ASS  | Lochschlund-Gesellschaft                                    | Anarrhinetum bellidifolii (Korneck 1974) Seibert in Oberd. 1977              | 2 |
|      | Gelbhohlzahn-Silikatschuttgesellschaften        | Gelbhohlzahn-Silikatschuttgesellschaften                    | ASS  | Traubengamander-Klebgreiskraut-Gesellschaft                 | Teucrio botryos-Senecionetum viscosi (Kersberg 1968) Korneck 1974            | * |
|      | Gelbhohlzahn-Silikatschuttgesellschaften        | Gelbhohlzahn-Silikatschuttgesellschaften                    | ASS  | Lanzettblattweidenröschen-Breitblatthohlzahn-Gesellschaft   | Epilobium lanceolatum-Galeopsis ladanum-Gesellschaft                         | G |
|      | Gänsekressen-Schneebodengesellschaften          |                                                             | ORD  | Gänsekressen-Schneebodengesellschaften                      | Arabidetalia caeruleae Rübel ex Br.-Bl. 1948                                 |   |
|      | Gänsekressen-Schneebodengesellschaften          | Gänsekressen-Schneebodengesellschaften                      | VRB  | Gänsekressen-Schneebodengesellschaften                      | Arabidion caeruleae Br.-Bl. in Br.-Bl. et Jenny 1926                         |   |
|      | Gänsekressen-Schneebodengesellschaften          | Gänsekressen-Schneebodengesellschaften                      | ASS  | Netzweiden-Spaliergesellschaft                              | Salicetum retuso-reticulatae Br.-Bl. in Br.-Bl. et Jenny 1926                | * |
|      | Gänsekressen-Schneebodengesellschaften          | Gänsekressen-Schneebodengesellschaften                      | ASS  | Gesellschaft der Blauen Gänsekresse                         | Arabidetum caeruleae Br.-Bl. 1918                                            | R |
|      | Gänsekressen-Schneebodengesellschaften          | Gänsekressen-Schneebodengesellschaften                      | ASS  | Schneeampfer-Gesellschaft                                   | Arabido-Rumicetum nivalis (Jenny-Lips 1930) Oberd. 1957 nom. invers. propos. | R |
|      | Gänsekressen-Schneebodengesellschaften          | Gänsekressen-Schneebodengesellschaften                      | ASS  | Zwergtroddelblumen-Filzalpenlattich-Gesellschaft            | Soldanella pusilla-Homogyne discolor-Gesellschaft                            | R |